# Chambers' Music
| Recensione | Giudizio |
| ---------- | -------- |
| AllMusic   | [ 1 ]    |

Chamber's Music è l'album di debutto di Paul Chambers, pubblicato dalla Jazz West Records nel settembre del 1956.

## Tracce
Lato A
1. Dexterity – 6:43 (Charlie Parker)
2. Stablemates – 5:50 (Benny Golson)
3. Easy to Love – 3:50 (Cole Porter)

Lato B
1. Visitation – 4:54 (Paul Chambers)
2. John Paul Jones – 6:55 (John Coltrane)
3. Eastbound – 4:20 (Kenny Drew)

Edizione CD del 1995, pubblicato dalla Blue Note Records CDP 7 84437 2)
1. Dexterity – 6:44 (Charlie Parker)
2. Stablemates – 5:52 (Benny Golson)
3. Easy to Love – 3:50 (Cole Porter)
4. Visitation – 4:53 (Paul Chambers)
5. John Paul Jones (aka Trane's Blues) – 6:54 (John Coltrane)
6. Eastbound – 4:21 (Kenny Drew)
7. Trane's Strain – 11:00 (John Coltrane) – Bonus Track
8. High Step – 8:09 (Barry Harris) – Bonus Track
9. Nixon, Dixon and Yates Blues – 8:26 – Bonus Track

- Brani: #1, #2, #3, #4, #5 e #6 registrati nel marzo 1956 al Western Recorders di Hollywood, California.
- Brani: #7, #8 e #9 registrati il 20 aprile 1955 a Cambridge, Massachusetts.

## Musicisti
Dexterity / Stablemates / Easy to Love / Visitation / John Paul Jones / Eastbound
- Paul Chambers - contrabbasso
- John Coltrane - sassofono tenore (tranne nei brani : Easy to Love e Visitation)
- Kenny Drew - pianoforte
- Philly Joe Jones - batteria

Note
- Herbert Kimmel - produttore
- Registrato nel marzo 1956 al Western Recorders di Hollywood, California
- Don Blake - ingegnere delle registrazioni

Trane's Strain / High Step / Nixon, Dixon and Yates Blues
- Paul Chambers - contrabbasso
- John Coltrane - sassofono tenore
- Pepper Adams - sassofono baritono
- Curtis Fuller - trombone
- Roland Alexander - pianoforte (solo nel brano: Trane's Strain)
- Philly Joe Jones - batteria

Note
- Tom Wilson - produttore
- Registrato il 20 aprile 1955 a Cambridge, Massachusetts (originariamente per l'etichetta discografica Transition Records)[2]